# ルベン・アギラール
ルベン・アギラール（Ruben Aguilar，1993年4月26日 - ）は、フランス・グルノーブル出身のサッカー選手。ポジションはディフェンダー。RCランス所属。

## 経歴
2014年にグルノーブル・フット38からAJオセールに移籍。2014年8月1日のル・アーヴルAC戦でデビュー。
2017年5月、リーグ・アンのモンペリエHSCに移籍。
2019年8月6日、ASモナコと5年契約を締結したことが発表された。

## 人物・エピソード
フランス人の母親とスペイン人の父親を持っている。ボリビアにルーツがあると思われ、ボリビア代表に選出されたこともあるが、これは間違いであり後に撤回された。